# Puchheim (Adelsgeschlecht)

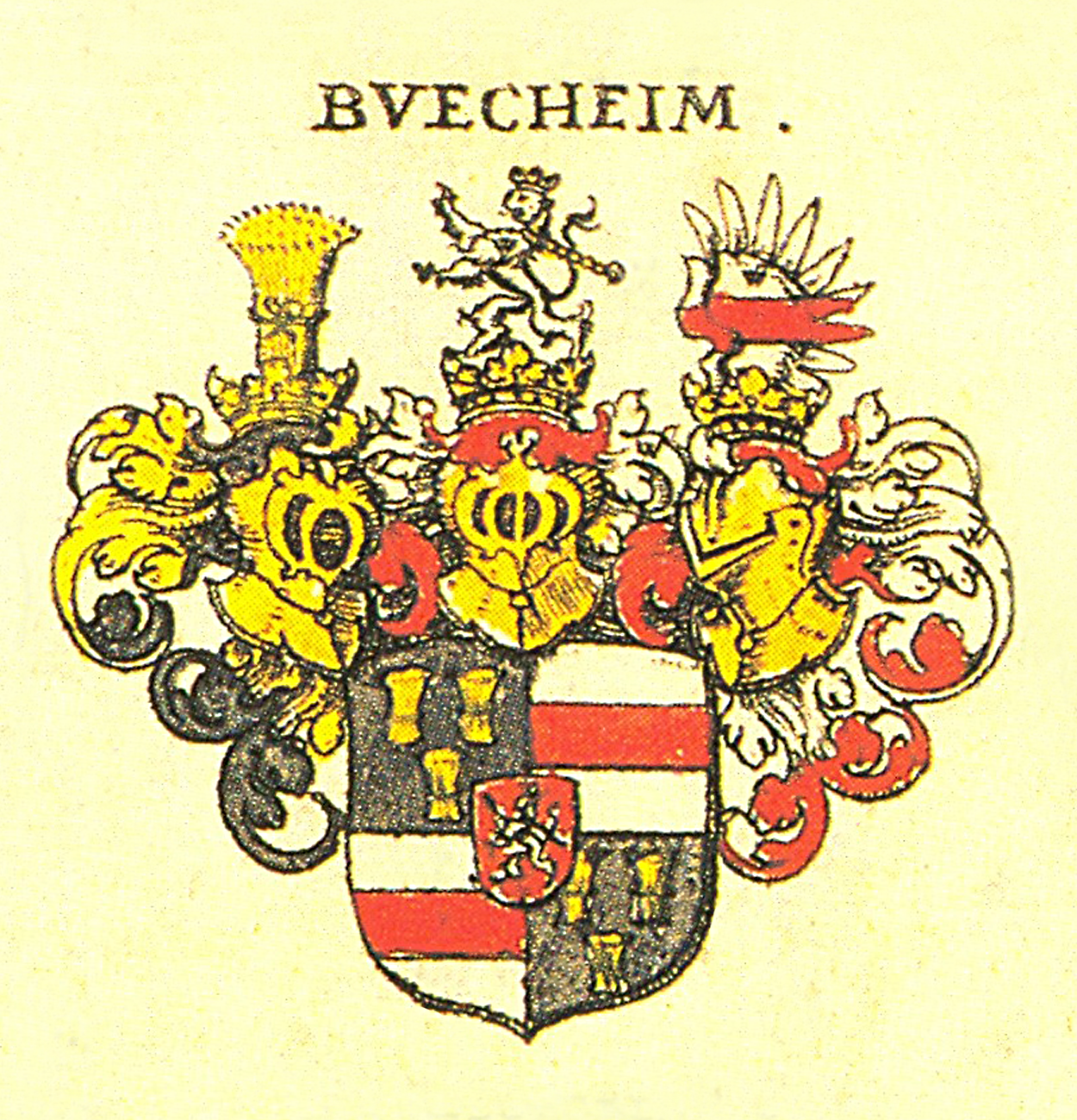
Gemehrtes Wappen derer von Buecheim (Puchheim), nach Siebmacher zw. 1701 und 1705

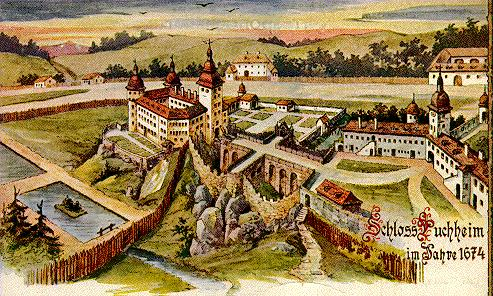
Feste Puchheim 1674

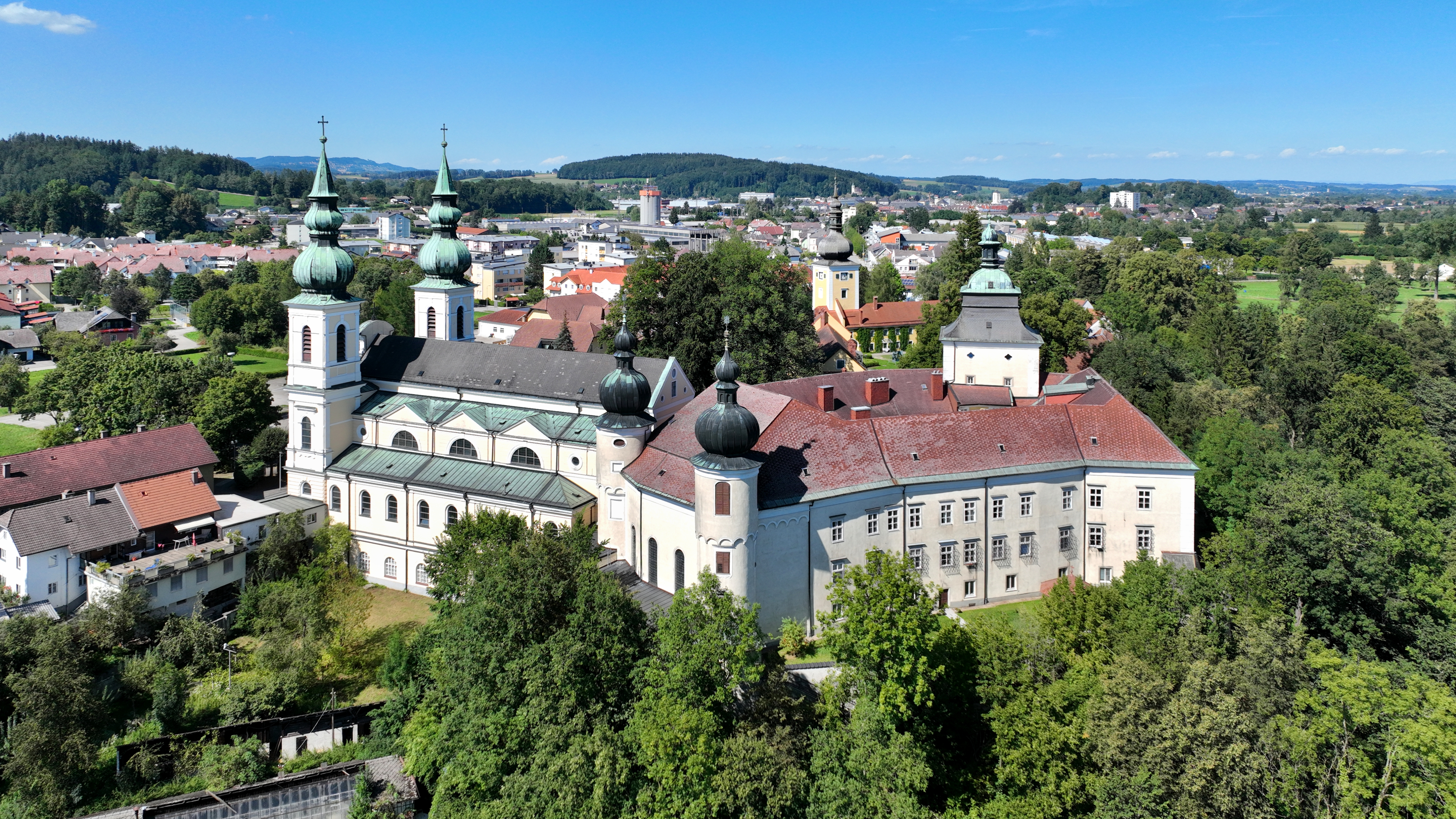
Schloss Puchheim

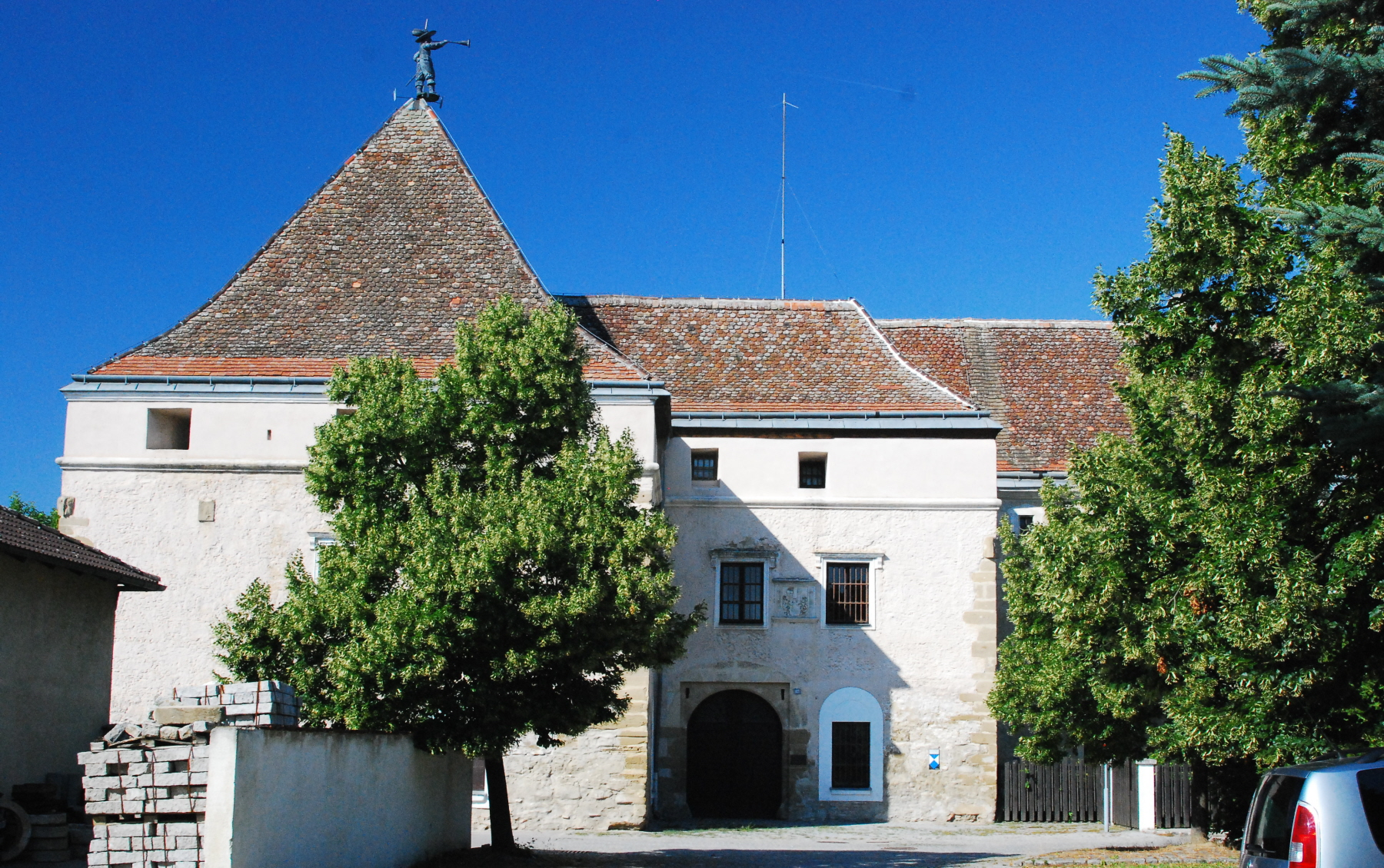
Einstiger Puchheimer Besitz Schloss Goellersdorf, heute Justizanstalt Göllersdorf

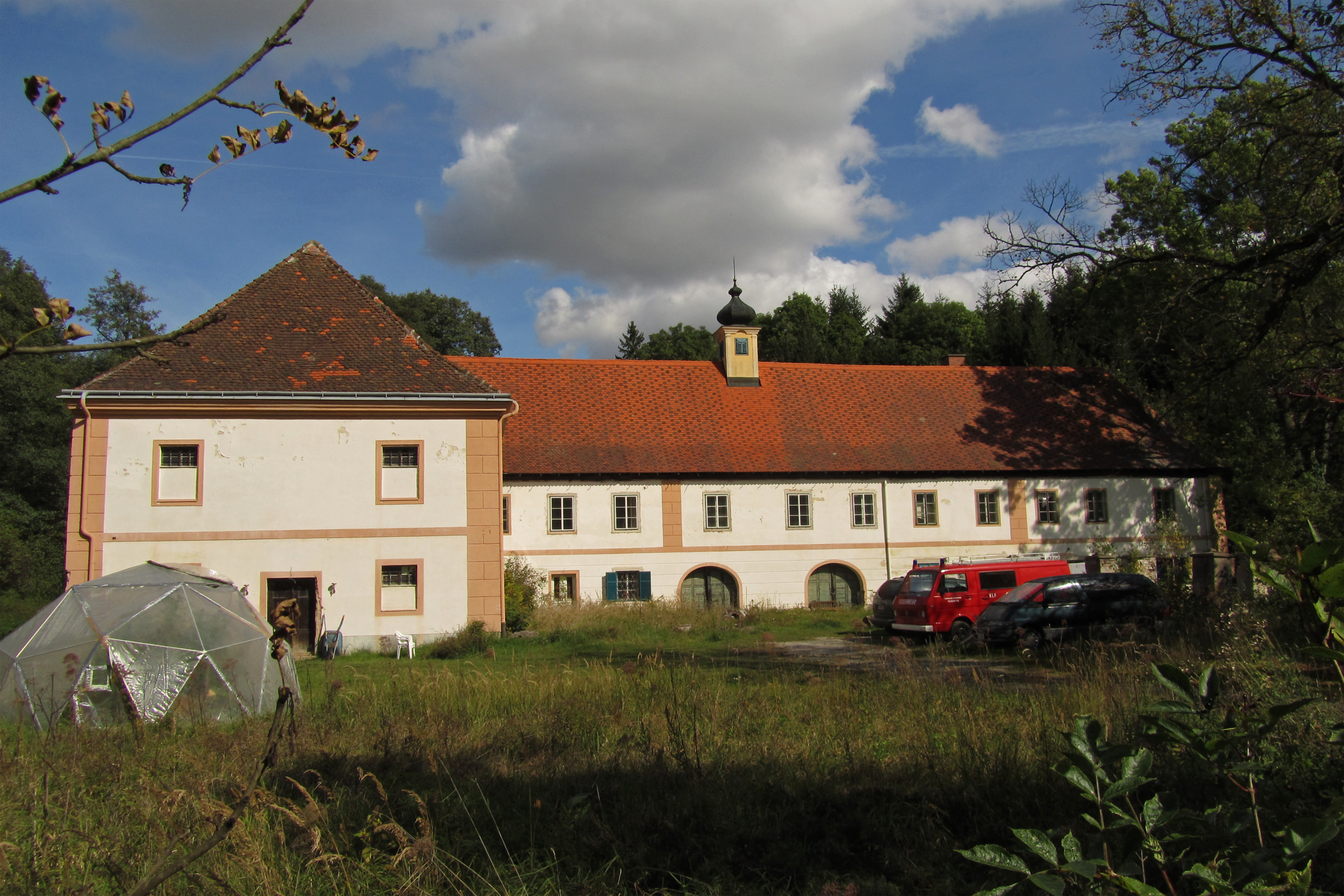
Schloss Gilgenberg, Ortschaft Gilgenberg in der Gemeinde Waldkirchen an der Thaya (Österreich), ehemals Besitz derer von Puchheim

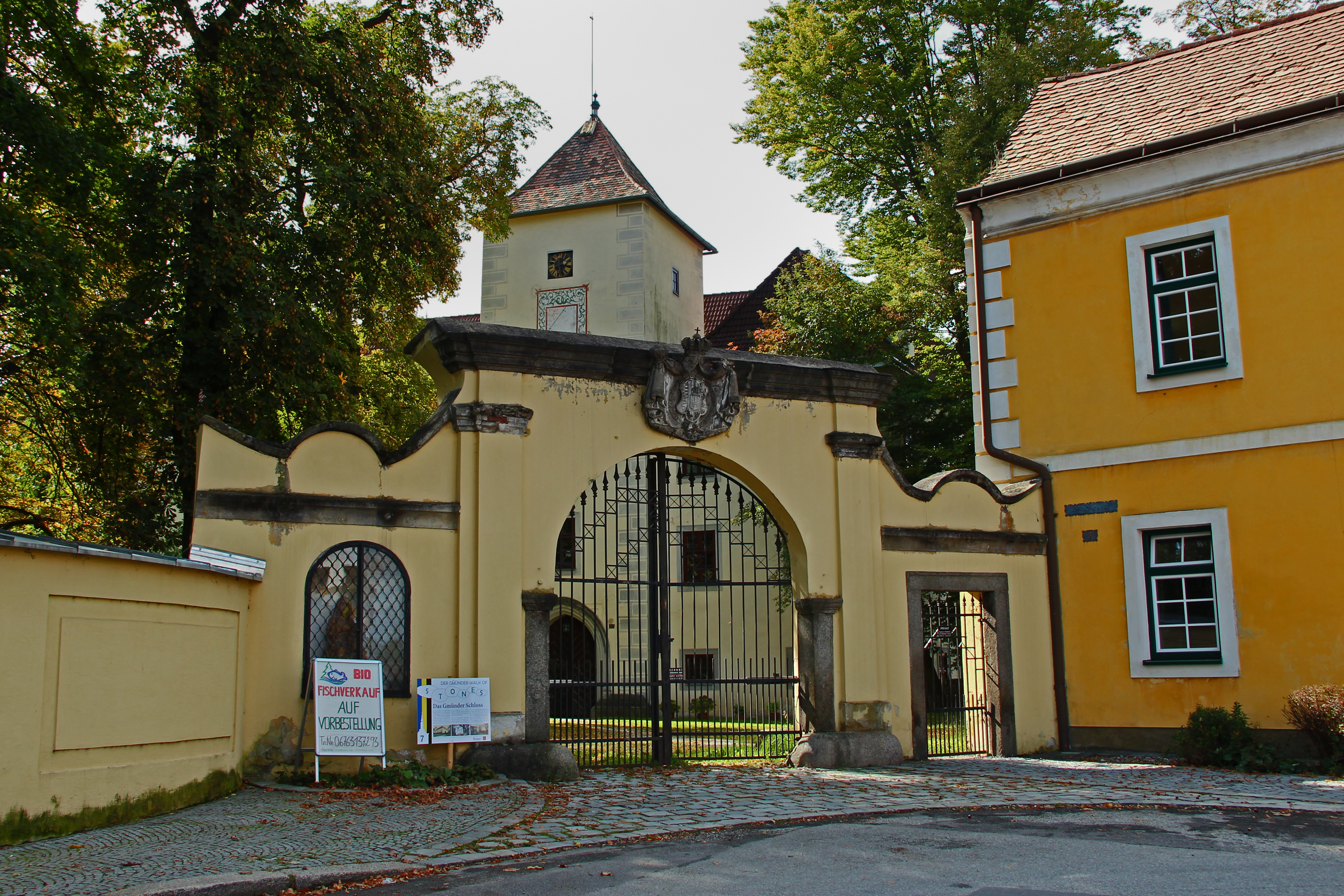
Schloss Gmünd (Niederösterreich)

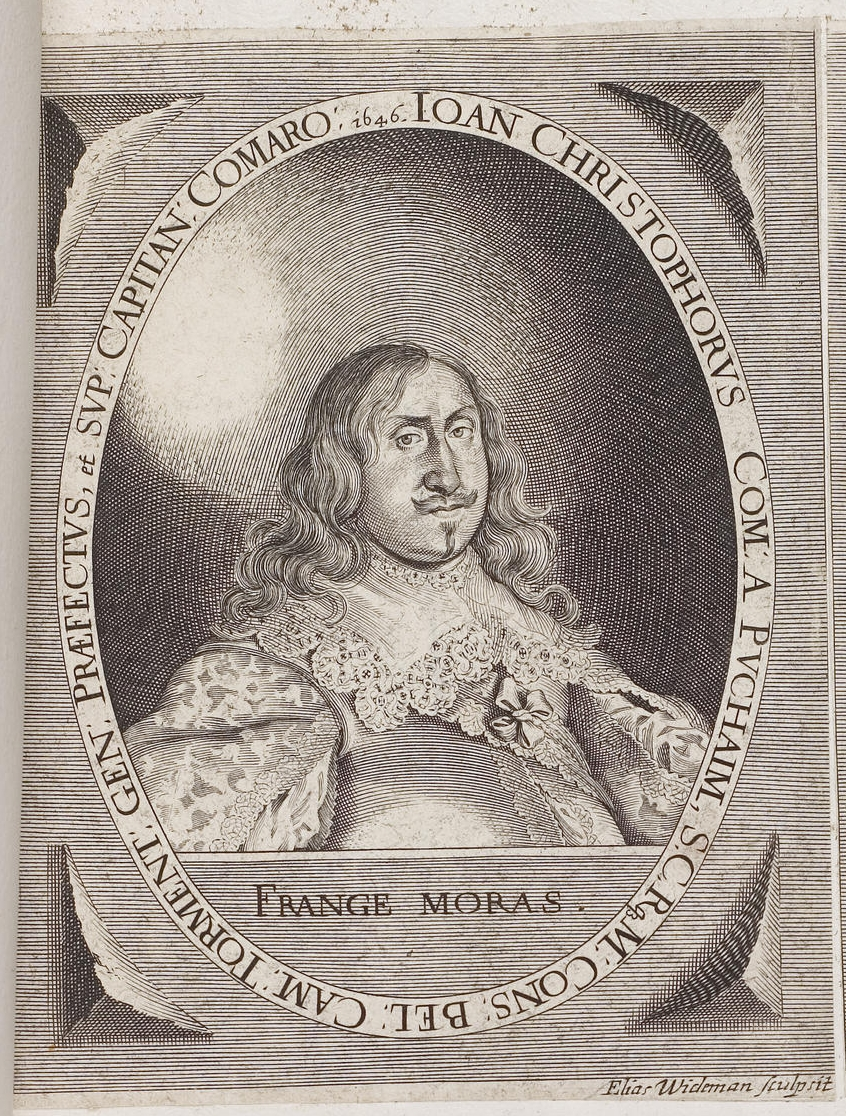
Grafik aus dem Klebeband Nr. 2 der Fürstlich Waldeckschen Hofbibliothek Arolsen: Johann Christoph von Puchaim (Puchheim) (1605–1657)

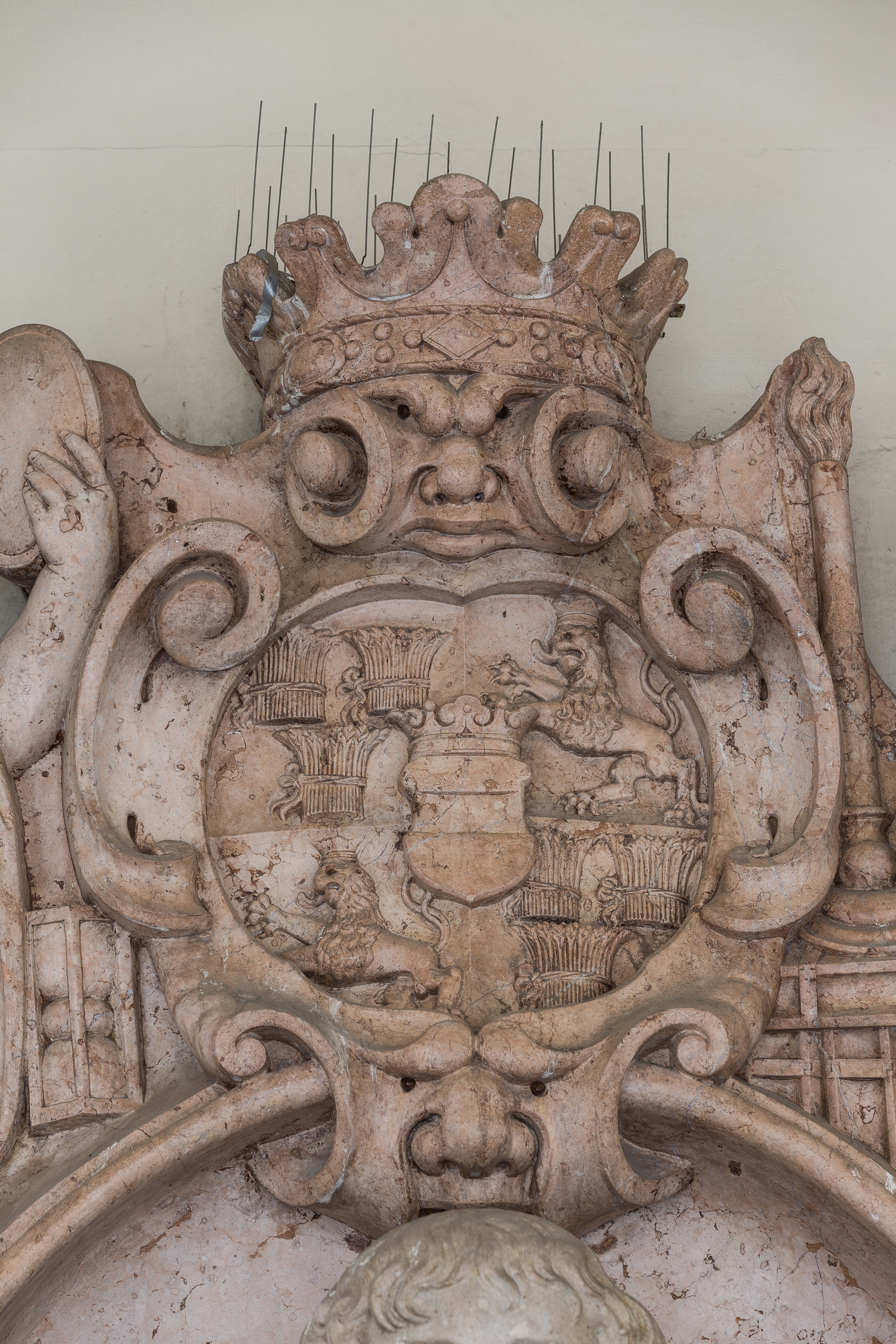
Minoritenkirche, Epitaph Johann Rudolf von Puchheim

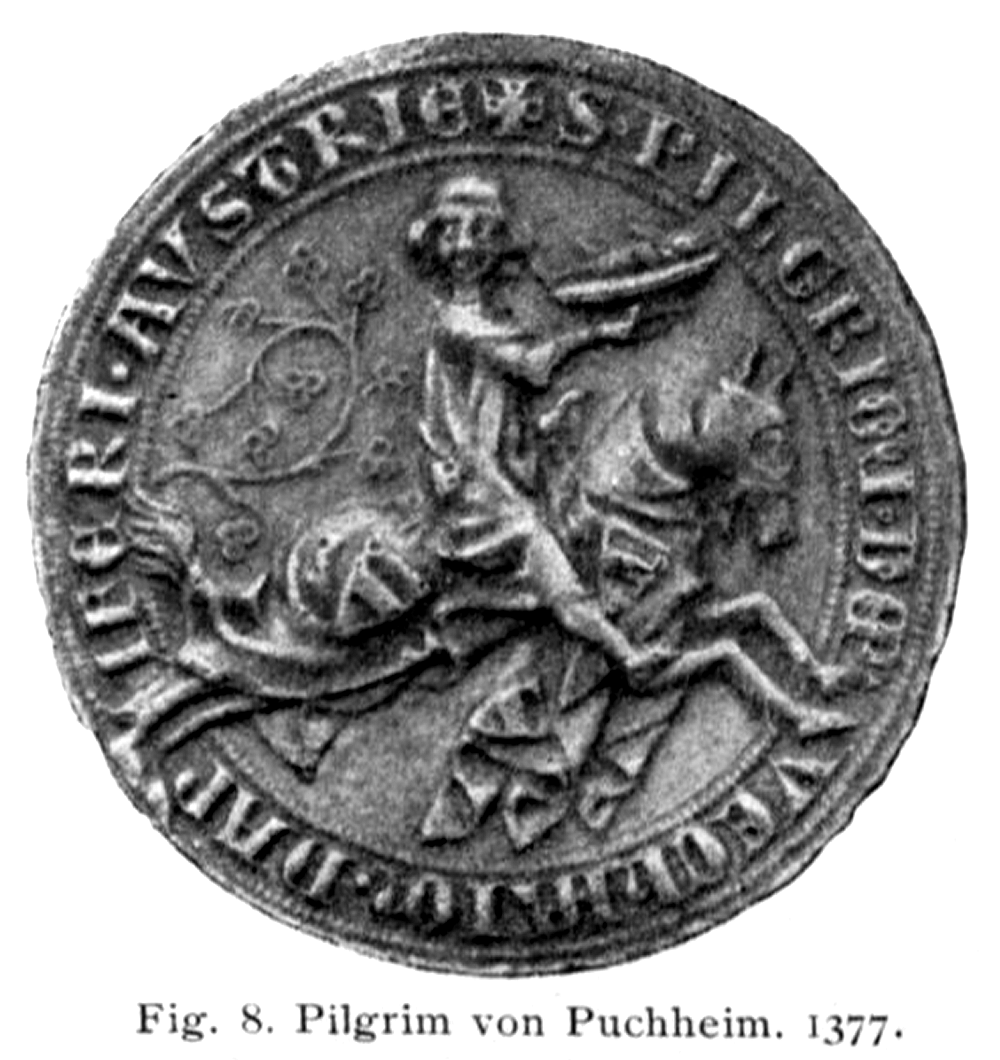
Reitersiegel des Pilgrim von Puchheim

Puchheim (Puechhaim, Puchaim, Buecheim) ist der Name eines Adelsgeschlechts, welches zum Uradel sowie den sogenannten Apostelgeschlechter Österreichs zählt und im Mannesstamm erloschen ist. Sie hatten ihre Stammburg in der ehemaligen Feste Puchheim. Sie liegt nach Besitzwechsel und Umbau heute als Schloss Puchheim im Stadtteil Puchheim der Stadt Attnang-Puchheim (Oberösterreich).

## Geschichte

### Ursprung
Die Puchheimer sind ein uraltes, in Ober- und Niederösterreich reich begütertes Adelsgeschlecht, zuletzt gräflichen Standes. Es erlangte das Erbtruchsessenamt in den beiden Kronländern. Einzelne Mitglieder der alten Familie besaßen häufig das Amt eines Niederösterreichischen Landmarschalls. Die ursprüngliche Heimat derer von Puchheim ist gemäß Johann Siebmacher noch nicht eindeutig geklärt. Sie kommen zu Anfang des 12. Jahrhunderts bereits in Salzburg vor. Die Puchheimer setzten sich in Oberösterreich bei Vöcklabruck fest wie auch Albero II., Sohn Heinrichs III. von Pucheimann, welcher 1276 mit dem oberösterreichischen Erbtruchsessenamt belehnt wurde. So finden sich Quellen sowohl für Ober- als auch Niederösterreich.

### Stammsitz Feste Puchheim und Schloss Puchheim
Ihren Schwerpunkt hatte die Familie in Salzburg, den sie dann verlagerte. Die Feste Puchheim war ursprünglich die Stammburg des Rittergeschlechts der Puchheimer, die „Albrecht“ von Puchheim am 15. Oktober 1348 mitsamt seinem gesamten Besitz in Oberösterreich an den Habsburger Albrecht II. von Österreich übertrug. Litschau (Gmünd, Niederösterreich) und Heidenreichstein (Österreich) bekam er im Tausch dafür als Lehen.

### Schlösser in Niederösterreich

#### Schlösser Dobersberg, Gilgenberg, Ilmau im Bezirk Waidhofen an der Thaya
Das Schloss Dobersberg in der Gemeinde Dobersberg im Bezirk Waidhofen an der Thaya ist ein Renaissancebau und wurde 1540 von der Familie Buchheim (Puchheim) umgebaut. Auch Schloss Gilgenberg in der Ortschaft Gilgenberg als Teil der Gemeinde Waldkirchen an der Thaya lag im ehemaligen Besitz der Puchheimer. Zudem waren die Puchheimer Gutsbesitzer im Gebiet der heutigen Gemeinde Waidhofen an der Thaya mit weiteren Schlössern wie Schloss Waidhofen an der Thaya als Besitz von Wilhelm von Puchheim 1525 sowie Schloss Vestenötting in der gleichnamigen Ortschaft Vestenötting, welches nach Zerstörung durch Hussiten im 15. Jahrhundert aus alten Mauern durch einen Pilgrim von Puchheim im 16. Jahrhundert erbaut wurde. Im heutigen Bezirksgebiet Waidhofen an der Thaya erlangten die Puchheimer weiterhin Schloss Ilmau (auch Ilmenau) in der Marktgemeinde Kautzen im nördlichen Waldviertel sowie Schloss Weinern in der Gemeinde Groß-Siegharts.

#### Schlösser Gmünd, Litschau und Schrems im Bezirk Gmünd
Schloss Gmünd in der Gemeinde Gmünd im Bezirk Gmünd kam früh in den Besitz (1414 bis 1484), strafweise wurde es aber nach Ende der Ungarnherrschaft unter dem ungarischen König Matthias Corvinius entzogen. Auch Schloss Litschau in der Gemeinde Litschau im Waldviertel kam einst (von den Kuenringer) zu den Puchheimer, ebenso wie Schloss Schrems in der Gemeinde Schrems.

#### Göllersdorfer Schloss im Bezirk Hollabrunn
Das Göllersdorfer Schloss aus dem 16. Jahrhundert, heute in der Gemeinde Göllersdorf im Bezirk Hollabrunn, gehörte seit dem 14. Jahrhundert deren von Puchheim und wurde dann vom Bischof von Wiener Neustadt, Graf Franz Anton Buchheim, an jene von Schönborn (Adelsgeschlecht) veräußert. Nach dieser Transaktion nannte sich der ehemalige Besitzer Puchheim-Schönborn und die Käufer sodann Schönborn-Puchheim (anschließend Schönborn-Buchheim), welche entsprechend der damit erworbenen Erbtitel zum deutsch-österreichischen Adel gehören. Das Göllersdorfer Schloss beherbergt heute die denkmalgeschützte Justizanstalt Göllersdorf.

#### Schloss Horn im Bezirk Horn
Schloss Horn in der Stadtgemeinde Horn im Bezirk Horn in Niederösterreich wurde im 16. Jahrhundert (1539) von Hans von Puchheim in heutiger Form erbaut. Hier war der Ausgangspunkt des im Jahre 1608 begründeten Horner Bundes.

#### Schloss Krumbach im Bezirk Wiener Neustadt-Land
Schloss Krumbach in der Buckligen Welt auf dem Gemeindegebiet von Krumbach im Bezirk Wiener Neustadt-Land war Eigentum derer von Puchheim zwischen den Jahren 1548–1571.

#### Schloss Neuaigen im Bezirk Tulln
Schloss Neuaigen in der Gemeinde Tulln an der Donau im Bezirk Tulln gehörte ebenfalls deren von Puchheim.

#### Schloss Senftenegg im Bezirk Amstetten
Hinzu erlangten deren von Puchheim das Schloss Senftenegg in der Gemeinde Ferschnitz im Bezirk Amstetten.

#### Schloss Spitz im Bezirk Krems-Land
Schloss Spitz in Bezirk Krems-Land zeigt zwei Doppelwappen (derer von Puchheim-Kuefstein und Dietrichstein-Questenberg) am Gebäude.

### Feste und Burgen in Niederösterreich

#### Feste Missingdorf sowie die Burgen Grub und Wildberg
Neben Schlössern gelangte die Familie Puchheim auch zu Festen bzw. Burgen. Im Bezirk Horn finden sich die Feste Missingdorf in der Gemeinde Sigmundsherberg, und in der Gemeinde Irnfritz-Messern die Burg Grub, welche 1558 an Veit Albrecht von Puchheim gelangte, sowie Burg oder Schloss Wildberg, das 1545 durch die Puchheimer umgebaut und vergrößert wurde.

#### Burgen Karlstein und Raabs im Bezirk Waidhofen an der Thaya
Im Bezirk Waidhofen an der Thaya findet man Burg oder Schloss Karlstein in Karlstein an der Thaya, die sich ab 1576 im Besitz der Puchheimer befand. Ebenso liegt in diesem Bezirk die Burg Raabs in der Gemeinde Raabs an der Thaya, die 1378 bis 1701 im Besitz derer von Puchheim war und als Besonderheit eine Votivgabe der Familie Georg von Puchheim von 1531 besitzt.

#### Burg Kirchschlag im Bezirk Wiener Neustadt-Land
Die Burg Kirchschlag war eine Höhenburg im Besitz derer von Puchheim im 16. Jahrhundert und ist heute bekannt als Burgruine Kirchschlag in der Buckligen Welt in der Gemeinde Kirchschlag in der Buckligen Welt im Bezirk Wiener Neustadt-Land. Im Jahre 1651 erbaute Hans Christoph III. von Puchheim (gestorben 1657) am Kirchschlager Hauptplatz das Herrenhaus (Hofhaus) im Stil der Renaissance, vernachlässigte die Burg, welche dann dem Zerfall freigegeben wurde. So kam Kirchschlag an die Grafen Pálffy, welcher ebenfalls die Burg vernachlässigte und zur Ruine werden ließ.

### Weitere Besitzungen

#### Burg Säbnig im Bezirk Perg
Die Puchheimer eroberten zudem 1465 die Burg Säbnig, heute Burgruine Säbnich in der Gemeinde Waldhausen im Strudengau.

#### Burg Burgau im Bezirk Hartberg-Fürstenfeld
Burg Burgau in der Gemeinde Burgau (Steiermark) im Bezirk Hartberg-Fürstenfeld wurde 1367 erstmals genannt und als Wasserburg erbaut vom Geschlecht derer von Puchheim.

#### Palais Harrach in Wien
Palais Harrach (Freyung) ist 1435 von Jörg von Puchheim durch Erwerb und anschließende Vereinigung dreier kleiner Häuser entstanden, wobei der Besitz später um 1600 an Karl von Harrach kam.

## Wappen
Blasonierung Stammwappen: In Silber ein roter Balken. Auf dem Helm mit geschlossenem, wie der Schild bezeichnetem Adlerflug. Die Helmdecken sind rot-silbern.

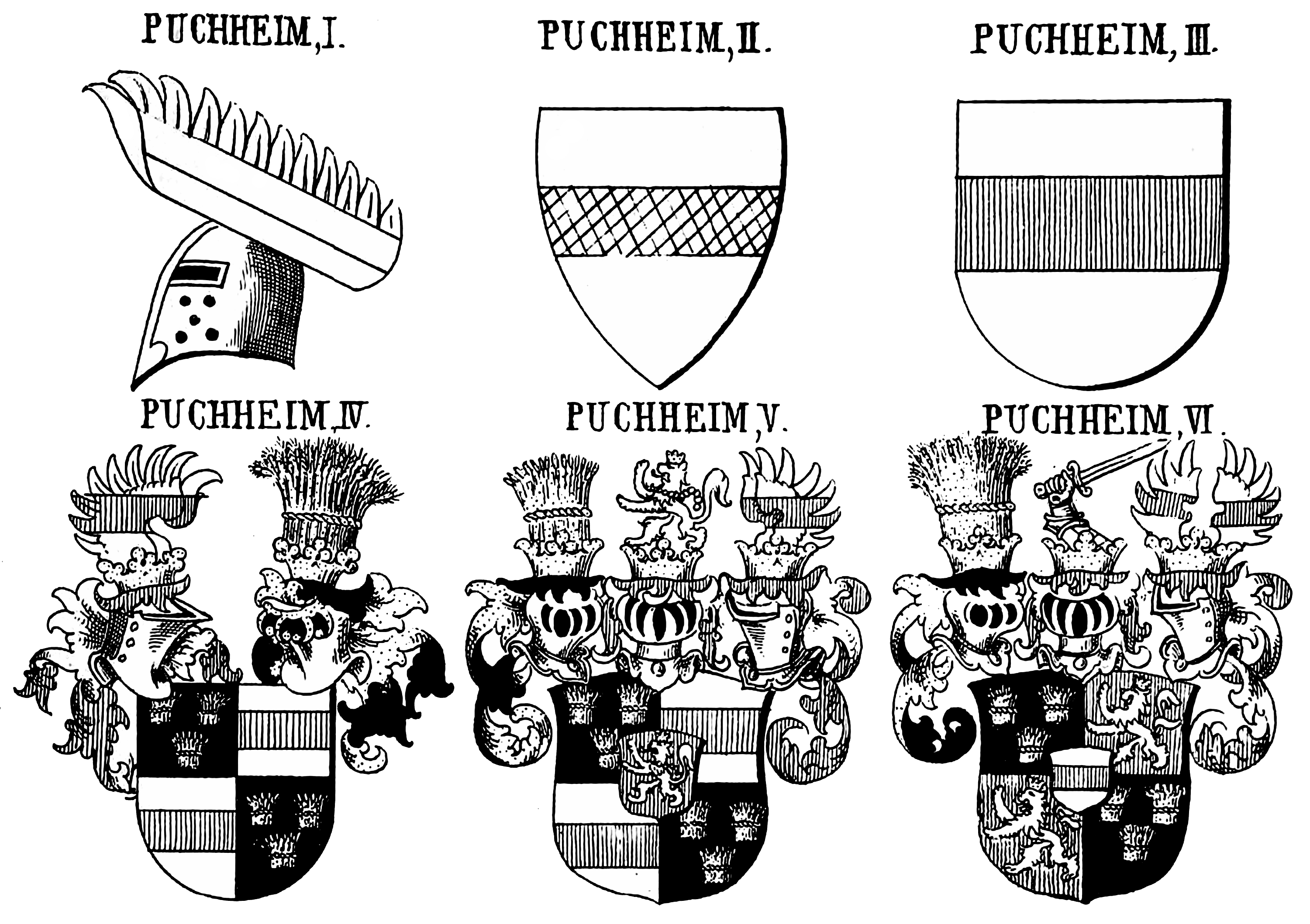
Wappen derer von Puchheim in Siebmachers Wappenbuch Oberösterreich

## Namensträger
Zunächst erscheint ein Pilgrim I. (um 1140), und es folgt sein Sohn Pilgrim II. de Wenga (um 1135). Ein weiterer Namensträger wird mit Pilgrim III. geboren (um 1170), dessen Frau Chunigundis de Wartenburch (um 1190) gewesen ist. Nach weiteren Generationen bildeten sich die Hauptlinien zu Horn-Göllersdorf mit Pilgrim VI. sowie die Hauptlinie zu Raab mit Alber VI. Mit Franz Anton Graf und Herr von Puchheim verstarb schließlich der letzte Stammträger seines Geschlechts als Bischof zu Wiener-Neustadt am 13. Oktober 1718.
- Albero V./III. von Puchheim (* 1310/1314; † 1384): Landeshauptmann der Steiermark (1361–1363)[32], Hauptmann von Salzburg (urkundlich 1366, 1374, 1380).[33]
- Pilgrim II. von Puchheim (* um 1330; † 1396): „II.“ als Erzbischof von Salzburg (1366–1396)
- Pilgrim (N). von Puchheim († ?): Landmarschall von Österreich (1417–1422)[2][3]
- Georg von Puchheim († 1458): Rat von Kaiser Friedrich III.
- Wilhelm von Puchheim († 1542): Landmarschall von Niederösterreich (1509–1514 und 1533–1541)[2][3]
- Christoph von Puchheim († 1554): Landmarschall von Niederösterreich (1522–1527)
- Georg von Puchheim († 1531): Landmarschall von Niederösterreich (1527–1531)
- Andreas von Puchheim (* 1510; † 1558): Freiherr, Landmarschall von Niederösterreich (1545–1558)
- Erasmus von Puchheim (* 1518; † 1571): österreichischer Adeliger
- Veit Albrecht von Puchheim (* 1532; † 1584): österreichischer Adeliger, Freiherr, Unterstützer des Protestantismus[34]
- Niklas von Puchheim (* ?; † 1591): österreichischer Adeliger, Freiherr[35]
- Adam von Puchheim (* 1546; † 1608): österreichischer Adeliger, Freiherr
- Johann Christoph II. von Puchheim (* 1578; † 17. September 1619): österreichischer Adeliger und Militär[36]
- Reichard von Puchheim (* ?; † um 1624[5]): österreichischer Adeliger, Führungsperson des Horner Bundes
- Adolf von Puchheim (* um 1600; † 19. November 1639 bei einem Unfall): Graf, österreichischer Adeliger und Militär[36]
- Johann Rudolf von Puchheim (* 1600; † 1651): Reichsgraf, österreichischer Adeliger
- Hans Christoph III. von Puchheim (* 1605; † 1657): österreichischer Adeliger und Militär
- Adolf Ehrenreich Graf von Puchheim zu Raabs und Krumpach († 27. Oktober 1664): Feldmarschalleutnant
- Franz Anton von Puchheim (* 1663; † 1718): Bischof zu Wiener Neustadt, letzter Graf von Puchheim